# Courrier des Pays-Bas
Ne doit pas être confondu avec Courrier véritable des Pays-Bas.
Pour les articles homonymes, voir Le Courrier (homonymie).
Le Courrier des Pays-Bas est un journal libéral édité à Bruxelles qui était la voix principale de l'opposition de la partie sud du royaume uni des Pays-Bas. Son premier numéro date du mois d'août 1821.

## Historique
Le Courrier des Pays-Bas succède le 6 août 1821 au journal le Vrai Libéral, communément appelé le Libéral, dont le dernier numéro (le n° 200) est daté du 25 juillet 1821.

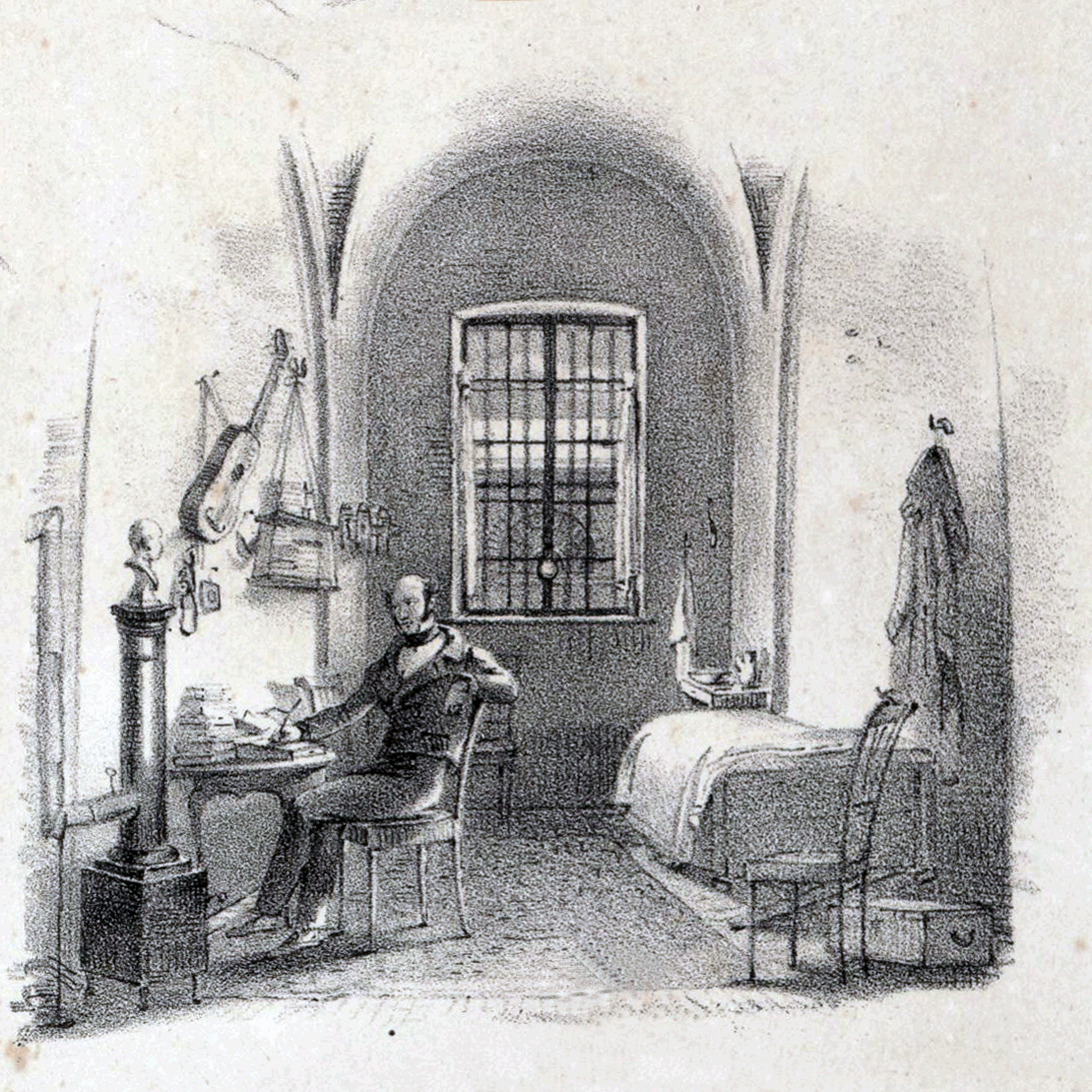
Louis de Potter en prison, aux Petits-Carmes

En 1828, le rédacteur en chef Louis de Potter est condamné à dix-huit mois de prison et à une amende de mille florins, en raison de vives critiques envers le gouvernement du roi Guillaume Ier. Ce procès politique est l'affrontement le plus spectaculaire qui se soit produit entre l'opposition libérale et le gouvernement autoritaire. Immédiatement après sa libération, en raison des écrits révolutionnaires qu'il continuait à rédiger depuis sa cellule, De Potter, ainsi que d'autres opposants, est condamné le 30 avril 1830 par la cour d'assises de Bruxelles à un exil d'une durée de huit ans.
En 1830, le Courrier, avec 4500 abonnés, est le plus grand important des journaux néerlandais. En plus de Louis de Potter, plusieurs protagonistes pro-français collaborent au journal, en particulier  Alexandre Gendebien, Jean-Baptiste Nothomb, Lucien Jottrand et Sylvain Van de Weyer, ces deux derniers membres de la Société des Douze tout comme Philippe Lesbroussart ou Auguste Baron qui collaborent également à la rédaction de la Gazette des Pays-Bas. Édouard Ducpétiaux, qui fit confectionner le premier drapeau tricolore "belge" aux couleurs brabançonne par Marie Abts, pour s'opposer à l'apparition spontanée des drapeaux français, fait également partie de la rédaction.
Les journalistes du journal sont les instigateurs des émeutes qui ont conduit à la révolution belge.
En 1832, Lucien Jottrand prend la direction du journal, renommé dorénavant Courrier Belge, et en devient également rédacteur en chef.
Le 31 janvier 1836, le journal devient la propriété du lithographe Marcellin Jobard,.